# Bartošova Lehôtka
Bartošova Lehôtka (bis 1927 slowakisch „Bartošová Lehôtka“ – 1927 bis 1946 „Bartošova Lehotka“; ungarisch Bartos – bis 1888 Bartoslehota/Bartoslehotka) ist eine kleine Gemeinde im mittelslowakischen Okres Žiar nad Hronom.

## Geographie
Die Ortschaft liegt südlich der nächstgelegenen größeren Stadt Kremnica.

## Geschichte
Der Ort wurde 1487 erstmals schriftlich als Bartoslevka erwähnt und gehörte zum Erzbistum Gran und später ab 1776 zum Bistum Neusohl.

## Bevölkerung
| Jahr                | 1994 | 2004    | 2014    | 2024     |
| ------------------- | ---- | ------- | ------- | -------- |
| Anzahl der Personen | 410  | 410     | 384     | 345      |
| Unterschied         |      | +1,42 % | −6,34 % | −10,15 % |

| Jahr                | 2023 | 2024    |
| ------------------- | ---- | ------- |
| Anzahl der Personen | 350  | 345     |
| Unterschied         |      | −1,42 % |

Bei der letzten Volkszählung im Jahre 2001 gaben alle der 421 Einwohner an, Slowaken zu sein. Die Bevölkerung ist mit 85,99 % mehrheitlich römisch-katholisch.

## Sehenswürdigkeiten
Die Kirche des Heiligen Johannes Nepomuk aus dem 15. Jahrhundert wurde 1732 im Barockstil umgebaut.
Eine Statue des Johannes von Nepomuk in der Barockkapelle entstand im Jahr 1783.